# Phthalylsulfathiazole
Phthalylsulfathiazole nằm trong nhóm thuốc có tên là sulfonamid. Thuốc là một chất kháng khuẩn phổ rộng có thể điều trị các loại nhiễm trùng khác nhau bao gồm cả đường ruột. Cơ chế hoạt động phụ thuộc vào sự đối kháng cạnh tranh với axit para-aminobenzoic và ức chế hoạt động synthetase dihydropteroate, từ đó dẫn đến suy giảm tổng hợp axit dihydrofolic và do đó chất chuyển hóa hoạt động của nó cần thiết cho quá trình tổng hợp purin và pyrimidine.
Thuốc được chỉ định trong điều trị kiết lỵ, viêm đại tràng, viêm dạ dày ruột và phẫu thuật đường ruột. Thuốc không được hấp thụ vào máu. Tác dụng phụ có thể bao gồm phản ứng dị ứng, thiếu vitamin B, mất bạch cầu hạt và thiếu máu bất sản. 